# Фьёргюн и Фьёргинн
Фьёргюн (или Ёрд; др-сканд. «земля») — олицетворение земли в скандинавской мифологии и мать бога-громовержца Тора, сына Одина. Мужская форма имени Фьёргинн принадлежит отцу богини Фригг, жены Одина.
Оба имени появляются в Старшей Эдде, составленной в XIII веке из более ранних традиционных источников, и в Младшей Эдде, написанной в XIII веке Снорри Стурлусоном. Существует ряд теорий, касающихся этих имён, и они были предметом научных дискуссий.

## Имя

### Этимология
Древнескандинавское имя Fjörgyn используется как поэтический синоним слов «земли» или «земля» в скальдических поэмах. Оно происходит от протогерманского *fergunja, означающего «гора», возможно, «горный лес», которое может происходить от праиндоевропейского *per-k w un-iyā («царство бога Perkwunos'а, то есть дубовые горы). Fjörgyn родствен готскому fairguni (𐍆𐌰𐌹𐍂𐌲𐌿𐌽𐌹), древнеанглийскому firgen, что означает «гора», и древневерхненемецкому Firgunnea, Рудным горам. Кроме того, имя может быть женским вариантом *ferga, что означает «бог».

### Альтернативные имена
Ученые предполагают, что Fjörgyn может быть просто эпитетом Ёрд, чье имя также означает «земля». Примечателен также тот факт, что она не появляется как богиня в скальдической поэзии, «что можно было бы ожидать от чисто литературной альтернативы Ёрд».

## Упоминания
Fjörgyn (женский) засвидетельствовано в Прорицании вёльвы в кеннинге «сын Fjörgyn» про Тора, и в Песне о Харбарде как мать Тора.
И в Видении Гюльви (9), и в Языке поэзии (19) Фьёргинн (мужской род) изображается отцом Фригг. В перебранке Локи (флитинге Локи), Локи отвечает Фригг: «Заткнись, Фригг! Ты дочь Фьёргина и всегда больше всего стремилась к мужчинам...»

## Предположения

### Божественная пара
Хильда Эллис Дэвидсон предполагает, что Фьёргюн и Фьёргинн могли представлять божественную пару, о которой сохранилось мало информации, наряду с такими персонажами, как гипотетические Улль и Уллин, Ньёрд и Нерта, а также засвидетельствованные в источниках Фрейр и Фрейя.

### Праиндоевропейское происхождение
Были предложены теории о том, что теоним Fjörgyn (протогерманское *fergunja) может представлять собой вариант более раннего протоиндоевропейского бога грома или дождя *Perkwunos из-за индоевропейских лингвистических связей между норвежским Фьёргюном, литовским богом Перкунасом, славянским Перуном и ведийским богом дождя Парджаньей.